# Antonín Sucharda mladší
Antonín Sucharda mladší (23. května 1843 Nová Paka – 21. září 1911 Nová Paka) byl český sochař, řezbář a restaurátor. Proslul především jako autor pomníku Jana Husa v Jičíně, prvního pomníku této osobnosti. Jeho potomky byli sochaři Stanislav a Vojtěch Suchardovi a malířka Anna Boudová-Suchardová.

## Život

### Mládí, studium a praxe
Narodil se v domě č. 68 Nové Pace v Podkrkonoší v rodině řezbáře a výrobce loutek Antonína Suchardy staršího (1812–1886), díky kterému získal první výtvarné zkušenosti. V mládí pracoval v několika pražských kamenických dílnách a večerně navštěvoval hodiny průmyslové školy. Ačkoliv nesplňoval podmínky povinně dosaženého vzdělání, byl přijat ke studiu sochařství na Akademii výtvarných umění v Praze, kde studoval u mj. u profesorů Grubera a Engerta. Po absolutoriu se vrátil do Nové Paky, kde převzal otcovu dílnu. Následně tvořil především v bližším i vzdálenějším okolí svého působiště.

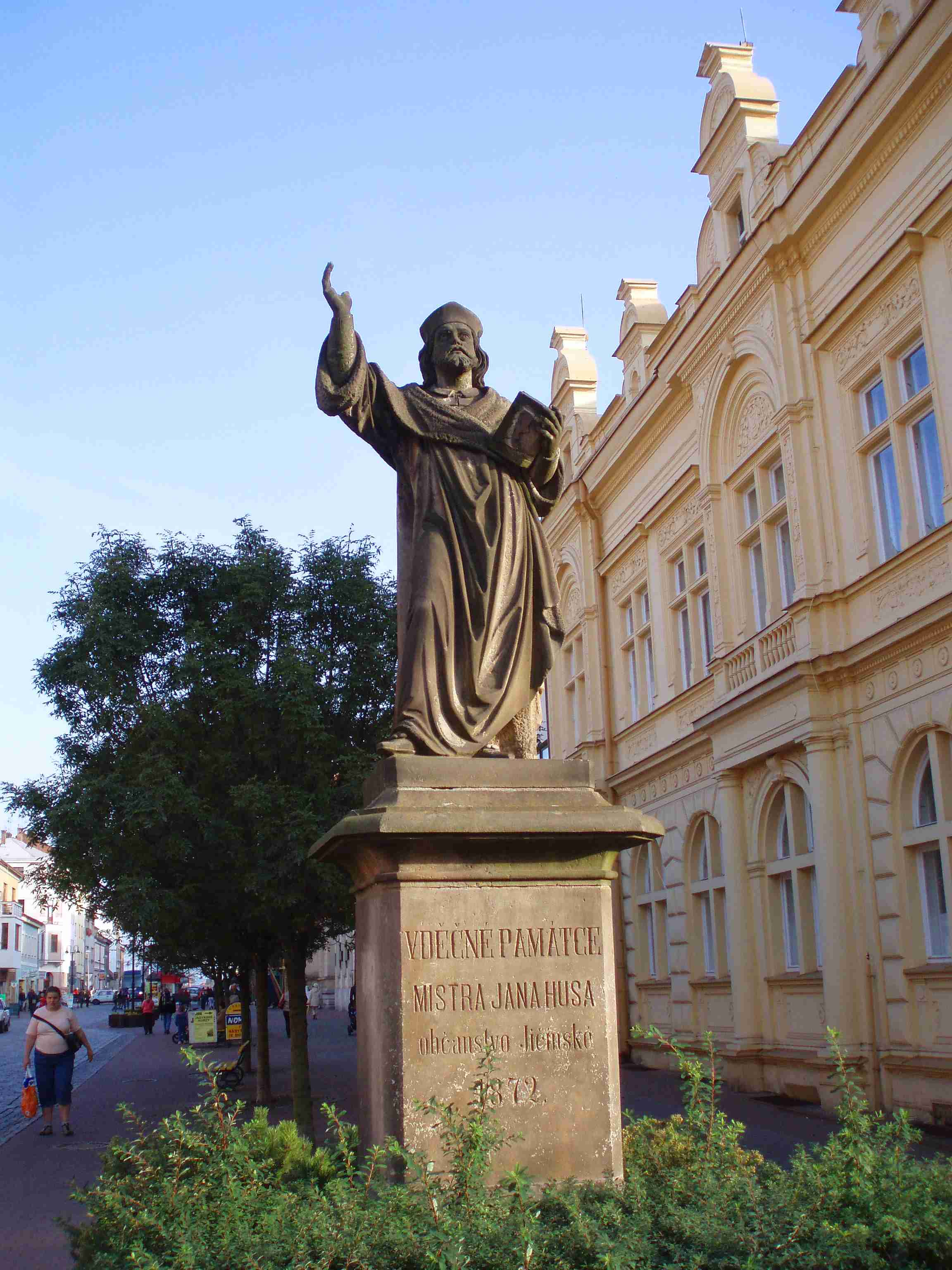
Husův pomník v Jičíně z roku 1872

### První pomník mistra Jana Husa
Roku 1872 provedl realizaci pomníku Jana Husa v Jičíně. Jednalo se o vůbec první pomník tohoto českého náboženského reformátora, neboť jeho osobnost byla katolické rakouské státní moci nepohodlná, a i zřízení pomníku v této době představovalo politicky problematickou záležitost. Většina financí na jeho stavbu byla získána při občanské sbírce; město Jičín na pomník přispělo pouze nevelkým obnosem 20 zlatých. Pomník byl slavnostně odhalen 7. července 1872. V dalších letech se u pomníku pravidelně v předvečer dne Husova upálení konala vzpomínková setkání.

### Suchardův dům

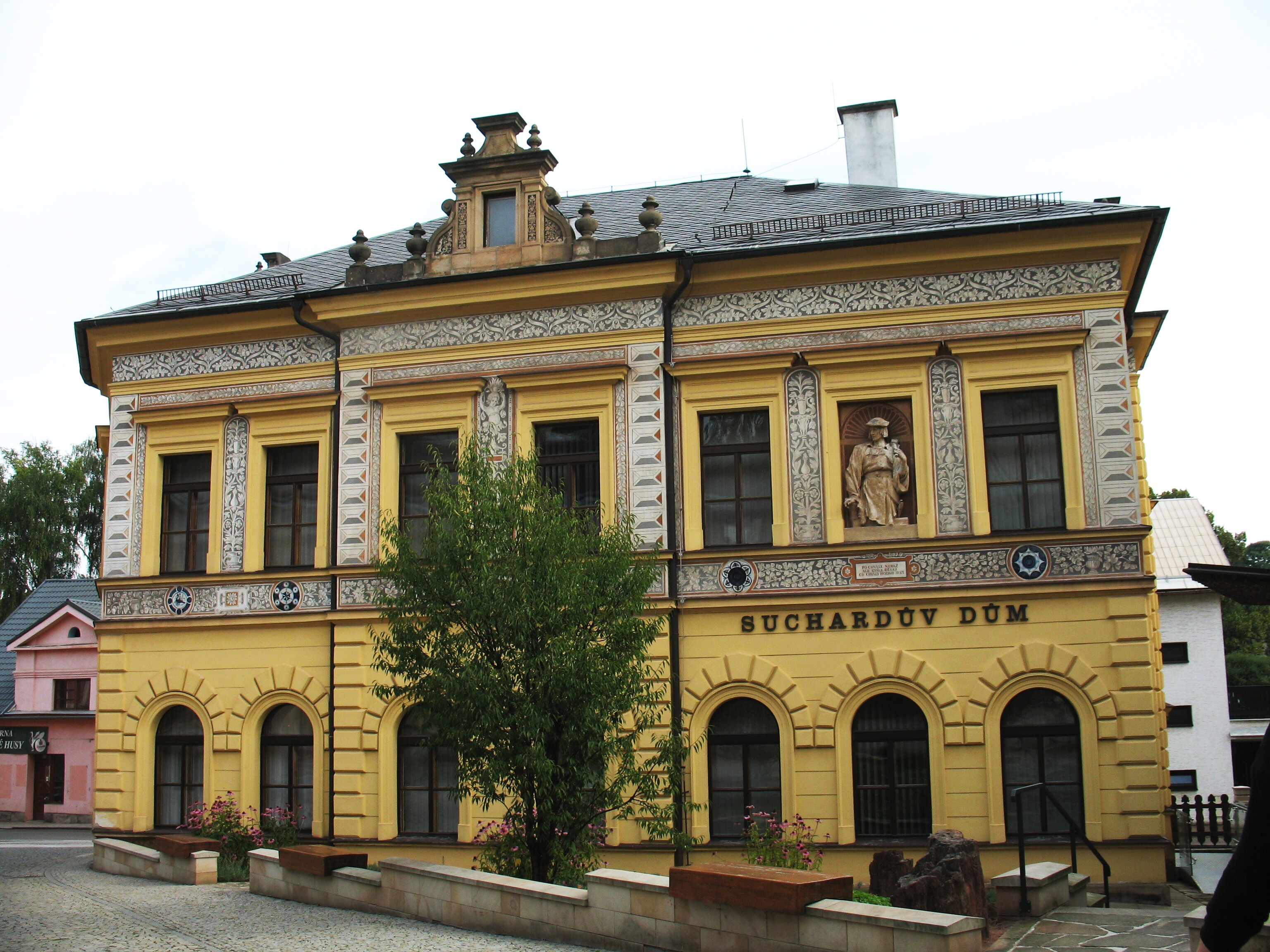
Suchardův dům

V letech 1893 až 1895 si na místě rodného domu nechal vystavět rozsáhlou rodinnou vilu, tzv. Suchardův dům, dle návrhu architekta Otakara Wolfa, Suchardova přítele ze studentských let. K realizaci tohoto návrhu však došlo až po několika změnách. Stavbu řídil architekt Jaroslav Bret a na bohatě zdobené sgrafitové fasádě se podíleli členové Suchardovy rodiny, včetně jeho dětí a švagra Aloise Boudy.

### Úmrtí
Zemřel 21. září 1911 v Nové Pace ve věku 64 let. Pohřben byl na zdejším městském hřbitově v sochařsky zdobené rodinné hrobce.

## Dílo (výběr)
- Náhrobní alegorie v KuksuHrobka rodiny Suchardů na městském hřbitově v Nové Pace

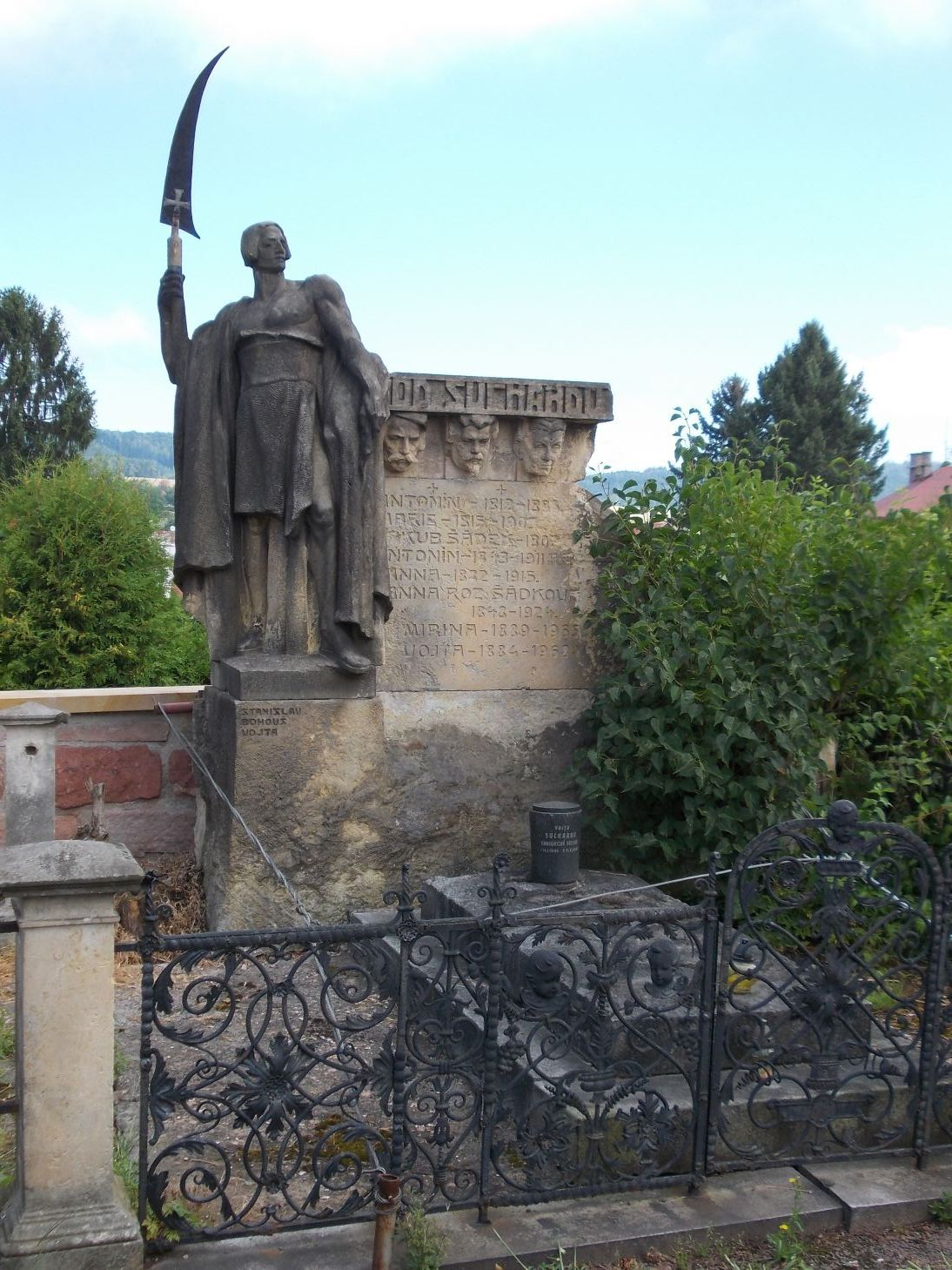
Hrobka rodiny Suchardů na městském hřbitově v Nové Pace

- Socha mistra Jana Husa v Jičíně (1872)
- Výzdoba gotického kostela v Tuněchodech u Chrudimi
- Výzdoba kostela v Loukově u Semil
- Výzdoba kaple zámku Sychrov u Turnova

Rovněž byl autorem četných soch na náhrobcích, opět především na hřbitovech v severovýchodních Čechách.